# Lesothói loti
A loti Lesotho hivatalos pénzneme. A loti eredeti többes száma a Maloti. A sente eredeti többes száma: Lisente. (A magyarban ettől függetlenül a lotik és a senték alakot használjuk, mint ahogy más idegen szavakkal együtt sem vesszük át az egyéb alakjaikat.)
A loti árfolyama a dél-afrikai randhoz van igazítva.

## Bankjegyek

### 2011-es sorozat
| Kép      | Kép      | Névérték   | Méret       | Szín           | Leírás                                                          | Leírás             | Dátumok   | Dátumok          | Dátumok     |
| Előoldal | Hátoldal | Névérték   | Méret       | Szín           | Előoldal                                                        | Hátoldal           | nyomtatás | kibocsátás       | visszavonás |
| -------- | -------- | ---------- | ----------- | -------------- | --------------------------------------------------------------- | ------------------ | --------- | ---------------- | ----------- |
|          |          | 10 maloti  | 130 x 70 mm | sárga és vörös | III. Letsie király, I. Moshoeshoe király, II. Moshoeshoe király | Pillangóvirág      | 2010      | 2011. március 1. | forgalomban |
|          |          | 20 maloti  | 135 x 70 mm | kék            | III. Letsie király, I. Moshoeshoe király, II. Moshoeshoe király | basotho férfi      | 2010      | 2011. március 1. | forgalomban |
|          |          | 50 maloti  | 138 x 70 mm | ibolya         | III. Letsie király, I. Moshoeshoe király, II. Moshoeshoe király | férfiak lóháton    | 2010      | 2011. március 1. | forgalomban |
|          |          | 100 maloti | 140 x 70 mm | zöld           | III. Letsie király, I. Moshoeshoe király, II. Moshoeshoe király | pásztor a nyájával | 2010      | 2011. március 1. | forgalomban |
|          |          | 200 maloti | 145 x 70 mm | narancssárga   | III. Letsie király, I. Moshoeshoe király, II. Moshoeshoe király | lovas lovon ül     | 2015      | 2016. április 1. | forgalomban |

### 2021-es sorozat
2021-ben nagyobb méretben, jobb biztonsági elemekkel újra kibocsátották a korábbi bankjegysorozatot. A bankjegyeket olyan lakkal vonták be, ami gátolja a vírusok és baktériumok terjedését.
| Kép      | Kép      | Névérték   | Méret       | Szín           | Leírás                                                          | Leírás             | Dátumok   | Dátumok            | Dátumok     |
| Előoldal | Hátoldal | Névérték   | Méret       | Szín           | Előoldal                                                        | Hátoldal           | nyomtatás | kibocsátás         | visszavonás |
| -------- | -------- | ---------- | ----------- | -------------- | --------------------------------------------------------------- | ------------------ | --------- | ------------------ | ----------- |
|          |          | 10 maloti  | 130 x 68 mm | sárga és vörös | III. Letsie király, I. Moshoeshoe király, II. Moshoeshoe király | Pillangóvirág      | 2021      | 2021. december 23. | forgalomban |
|          |          | 20 maloti  | 135 x 68 mm | kék            | III. Letsie király, I. Moshoeshoe király, II. Moshoeshoe király | basotho férfi      | 2021      | 2021. december 23. | forgalomban |
|          |          | 50 maloti  | 144 x 69 mm | ibolya         | III. Letsie király, I. Moshoeshoe király, II. Moshoeshoe király | férfiak lóháton    | 2021      | 2021. december 23. | forgalomban |
|          |          | 100 maloti | 150 x 69 mm | zöld           | III. Letsie király, I. Moshoeshoe király, II. Moshoeshoe király | pásztor a nyájával | 2021      | 2021. december 23. | forgalomban |
|          |          | 200 maloti | 159 x 69 mm | narancssárga   | III. Letsie király, I. Moshoeshoe király, II. Moshoeshoe király | lovas lovon ül     | 2021      | 2021. december 23. | forgalomban |

## Emlékbankjegyek
A High Security Printing (HSP) EMEA ipari konferencián minden évben „Az év regionális bankjegye” díjjal jutalmazzák azokat a bankjegyeket, amelyek a kiemelkedő dizájnt, a műszaki kifinomultságot és a legmagasabb biztonsági előírásokat ötvözik. A nyertes bankjegyek a művészi igényeket kiváló technológiával és biztonsággal ötvözik, és vonzóan tükrözik az ország kulturális hátterét. 
A Lesotho 200 lotis bankjegye a világ egyik első „zöld” bankjegye, amely fokozottabb környezetvédelmet és fenntarthatóságot biztosít. A bankjegypapír mag 75 százalékban fenntartható tanúsítvánnyal rendelkező „Afrikában készült pamutból” és 25 százalékban fenntartható erdőgazdálkodásból származó tanúsított cellulózszálból áll. A természetes szálas szubsztrátum vékonyabb PET fóliával van laminálva, a biztonsági cérnahordozó fólia pedig nagyrészt újrahasznosított PET-ből készül, jelentősen csökkentve a műanyag mennyiségét. Ezenkívül ásványi olajmentes tintákat használtak az egyidejű nyomtatáshoz. Fenntartható anyagainak és tartósságának köszönhetően ez a „zöld” bankjegy életciklusa során a legalacsonyabb szénlábnyommal rendelkezik a piacon kapható bankjegyek közül.
| Kép      | Kép      | Névérték   | Méret       | Szín         | Leírás                              | Leírás         | Dátumok   | Dátumok         | Megjegyzés                                       |
| Előoldal | Hátoldal | Névérték   | Méret       | Szín         | Előoldal                            | Hátoldal       | nyomtatás | kibocsátás      | Megjegyzés                                       |
| -------- | -------- | ---------- | ----------- | ------------ | ----------------------------------- | -------------- | --------- | --------------- | ------------------------------------------------ |
|          | -        | 200 maloti | 160 x 69 mm | narancssárga | III. Letsie király, "60th birthday" | lovas lovon ül | 2023      | 2023. július 17 | III. Letsie király 60. születésnapja alkalmából. |